# Bruinvlekboomloper
De bruinvlekboomloper (Margarornis stellatus) is een zangvogel uit de familie Furnariidae (ovenvogels).

## Verspreiding en leefgebied
Deze soort komt voor in Colombia en Ecuador.

## Status
De grootte van de populatie is niet gekwantificeerd maar de soort wordt omschreven als algemeen. De aantallen nemen wel af en omdat het verspreidingsgebied klein is heeft deze soort op de Rode lijst van de IUCN de status gevoelig.